# Rancho Santa Margarita
Rancho Santa Margarita is een plaats (city) in de Amerikaanse staat Californië, en valt bestuurlijk gezien onder Orange County.

## Demografie
Bij de volkstelling in 2000 werd het aantal inwoners vastgesteld op 47.214.
In 2006 is het aantal inwoners door het United States Census Bureau geschat op 50.618, een stijging van 3404 (7.2%).

## Geografie
Volgens het United States Census Bureau beslaat de plaats een oppervlakte van
31,9 km², waarvan 31,8 km² land en 0,1 km² water.

## Plaatsen in de nabije omgeving
De onderstaande figuur toont nabijgelegen plaatsen in een straal van 16 km rond Rancho Santa Margarita.

## Geboren
- Brian Perk (1989), voetballer
- Kevin Vermaerke (2000), wielrenner